# HMS Royal Oak (1862)
Panserskibet HMS Royal Oak var planlagt som et traditionelt træbygget linjeskib med dampmaskineri. Skibet blev påbegyndt i 1860 på et tidspunkt, hvor man i både i Frankrig og Storbritannien allerede var begyndt at bygge panserskibe, men hvor deres overlegenhed i forhold til linjeskibene endnu ikke var almindelig anerkendt. I maj 1861 stod det imidlertid klart for den britiske flådeledelse, at man var ved at blive overhalet af det franske byggeprogram, og derfor blev der truffet beslutning om at færdigbygge Royal Oak som panserskib. På grund af trækonstruktionen valgte man at dække hele skibssiden med panser, hvilket var noget nyt i Royal Navy. Navnet betyder direkte oversat "den kongelige eg", og skibet var det femte af syv i Royal Navy med dette navn.

## Tjeneste
Royal Oak kom ved afleveringen i 1863 til Kanalflåden, men senere på året blev skibet sendt til Middelhavsflåden, hvor det tjente indtil eftersynet i 1867. I Middelhavet præsterede det i 1864 under sejl alene 13,5 knob, og det var dermed det eneste britiske panserskib, der var hurtigere under sejl end når det gik for maskinkraft. I 1867-69 var det i Kanalflåden og i 1869-71 igen i Middelhavet. Derefter kom skibet til Portsmouth, hvor det lå i reserve frem til salget i 1885.